# Aaron Jackson
Aaron Jackson, né le 6 mai 1986 à Hartford, dans le Connecticut, est un joueur américain de basket-ball. Il évolue au poste de meneur. 

## Biographie
Lors de l'Euroligue 2011-2012, Jackson est nommé meilleur joueur de la quatrième journée du Top 16 avec une évaluation de 28. Son équipe de Bilbao est battue en quart de finale par le CSKA Moscou.
En juin 2012, Jackson signe un contrat de trois ans au CSKA Moscou. Il signe une extension de deux ans de son contrat en 2015. Il remporte l'Euroligue avec le CSKA en 2016.
En juillet 2017, Jackson signe un contrat de deux ans avec les Beijing Ducks.
En avril 2018, peu avant le début des playoffs, Jackson rejoint les Rockets de Houston.
En décembre 2019, Jackson rejoint le Maccabi Tel-Aviv avec un contrat jusqu'à la fin de la saison pour pallier les absences sur blessure des meneurs Nate Wolters et John DiBartolomeo. Il quitte le club en juin.